# Калиш Текля Семенівна
Текля Семенівна Калиш (нар. 12 березня 1923, Республіка Польща — 26 березня 2007, село Полтва Буського району Львівської області) — українська радянська діячка, новатор сільськогосподарського виробництва, ланкова колгоспу «Зоря комунізму» («Перемога») села Полтва Глинянського (тепер — Буського) району Львівської області. Депутат Верховної Ради УРСР 5—6-го скликань.

## Життєпис
Народилася у селянській родині Семена Івановича Гумена. Працювала у сільському господарстві, наймитувала. У 1946 році разом із родиною переселилася до села Полтви Глинянського району Львівської області.
З 1947 року — колгоспниця, а з 1948 року — ланкова колгоспу «Зоря комунізму» («Перемога») села Полтви Глинянського (тепер — Буського) району Львівської області.
Вирощувала високі врожаї цукрових буряків та кукурудзи. У 1957 році зібрала по 450 центнерів цукрових буряків із гектара. У 1958 році ланка Теклі Калиш зібрала по 1 420 центнерів зеленої маси кукурудзи із кожного гектара.
Потім — на пенсії у селі Полтва Буського району Львівської області.

## Нагороди
- почесна грамота Президії Верховної Ради Української РСР (7.03.1960)
- три медалі Всесоюзної сільськогосподарської виставки